# Booggraad

Een hoek van 90°

Een booggraad of kortweg graad met symbool ° is een niet-SI-meeteenheid voor hoeken. De SI-eenheid van hoek is de radiaal. Een booggraad is per definitie het 1/180-ste deel van een gestrekte hoek. Hieruit volgt dat een booggraad overeenkomt met {\displaystyle \pi /180} radialen.
Het stelsel van booggraden wordt ook wel 360-graden-stelsel genoemd.
Een booggraad wordt volgens het sexagesimale stelsel verdeeld in 60 boogminuten of kortweg minuten (gradus minuti primi, 1/60e deel van een graad), die elk weer uit 60 boogseconden of kortweg seconden (gradus minuti secundi, 1/60e deel van een minuut) bestaan. In de geodesie is de decimale verdeling wel naast de 60-delige in gebruik genomen.
De booggraad wordt genoteerd met het symbool °; een rechte hoek is bijvoorbeeld 90°. Boogminuten worden aangeduid met een enkele apostrof of accentteken en boogseconden met twee accenten: bijvoorbeeld 5° 6' 8" voor 5 booggraden, 6 boogminuten en 8 boogseconden.

## Toepassingen
De graad wordt in de geografie gebruikt om een positie aan te duiden in lengtegraad en breedtegraad. 
De booggraad wordt onder andere in de astronomie gebruikt om de plaats (de declinatie, noord-zuid) van hemelobjecten aan te duiden door middel van hemelcoördinaten. De rechte klimming (oost-west) wordt overigens in uren, minuten en seconden aangegeven, waarbij de hele cirkel 24 uren beslaat. Een uur in rechte klimming komt dus overeen met 360/24 = 15 booggraden. De booggraad wordt ook gebruikt om de schijnbare diameter van een object in de hemel weer te geven. De schijnbare diameter van de volle maan is bijvoorbeeld ongeveer een halve graad, ofwel 30 boogminuten. De parallax of schijnbare verschuiving van een ster vanuit de Aarde bezien, wordt uitgedrukt in boogseconden en zegt iets over de afstand van die ster.